# 소견 (양나라)
소견(蕭堅, ? ~ 549년)은 중국 남북조 시대 양나라의 황족이다. 자는 장백(長白)이고 소륜의 맏아들이다.

## 생애
태어난 뒤 할아버지 양 무제로부터 여남현후(汝南縣侯)에 봉해졌고 이후에 아버지인 소릉군왕(邵陵郡王) 소륜이 소견을 소릉왕세자(邵陵王世子)로 삼았다.
후경의 난이 일어나자 후경을 토벌하기 위해 수도 건강으로 군사를 이끌고 간 소륜을 따라서 같이 갔다. 그러나 소륜처럼 오만하고 포악했으며 행동거지가 경박하여 싸움에 나서면 번번이 패배했다. 건강 외성의 태양문(太陽門)에 진을 치고 있었는데, 어느날에 군사와 장수들을 모아놓고 크게 도박을 벌였다. 이때를 틈타 후경의 군사가 성 위에서 그들이 모인 곳을 향해 화살을 퍼부었고, 소견은 도망하다가 유시(流矢)에 맞아 전사했다.

## 가족

### 부모

#### 아버지
- 소륜

### 형제

#### 동생
1. 소확
2. 소지